# Stary Adamów
Pour les articles homonymes, voir Adamów.
Stary Adamów est une localité polonaise de la gmina d'Aleksandrów Łódzki, située dans le powiat de Zgierz en voïvodie de Łódź.